# Borbély Ferenc
Borbély Ferenc (Veszprém, 1957. augusztus 14. –) magyar sportoló, sportvezető.

## Életrajza
Sporttal közelebbi kapcsolatba az általános iskolai évek során került. Először kézilabdával, majd futballal próbálkozott. 4 gyermek édesapja. Borbély Szilvia 1978, Borbély Krisztián 1981, Borbély Adrienn 1992, Borbély Ferenc Benedek 2007.  
Mindegyik gyermeke természetesen BMX sportággal kezdte sportkarrierjét. A Veszprémi Spartacus Sportegyesület megalapítója. A sportegyesület az első időszakokban moto-cross sportágban indított versenyzőket, majd később MTB four cross, XCO, és BMX racingben  
1980-ban indult a Magyar moto-cross bajnokság II. osztályában, később az I. osztályban. Többször volt dobogós, majd országos bajnok. 1988-ban a moto-cross sportág utánpótlás fejlesztése érdekében a BMX cross-szal kezdett foglalkozni. Az ötlet nem vált be, viszont a BMX cross sportág 1988-ban debütált Magyarországon. 1988. október 23-án Borbély Ferenc hathatós közreműködésével átadták az első nemzetközi szintű BMX pályát Veszprémben. 1989-ben Európa Kupa, 1994-ben Klub Csapatok Európa Bajnokságának szervezője, több rangos nemzetközi verseny mellett. A veszprémi BMX racing pálya jelenleg is üzemel és Magyarország ikonikus sportági helyszíne.  
A Magyar BMX Cross-Triál Szövetség (1990) (www.bmxhungary.hu) alapító tagja. Több évig volt a Szövetség főtitkára. Nemzetközi kerékpáros (UCI) versenybírói vizsgával rendelkezik. A Testnevelési Egyetemen elvégezte a Moto-cross edzői (1992), menedzseri (1994), főiskolai rekreátori szakot (2007). 2011-ben megszerezte a kerékpáros edzői bizonyítványt.    
A 2008-as pekingi olimpiai játékokon bemutatkozó Magyar BMX cross csapat sportágvezetője volt. Kiváló sportvezető, megszállót sportág rajongó. A 2010-ben a szingapúri, majd 4 év múlva Nanjingi Ifjúsági Olimpián csapatvezető edzőként vett részt. 2009-től, 2011-ig a Magyar Olimpiai Bizottság tagja.   
Jelenleg a Veszprémi Spartacus Sportegyesület edzője, mindenese. Az egyesület tagjai számos rangos eseményen szerepeltek kiválóan. 

### Sporteredményei
- 2010. Ifjúsági Olimpia Szingapúr Szoboszlai Patrik 20., Kéri Zsófia 15.,
- 2011. C1 UCI ranglista pontszerző nemzetközi verseny Prága junior men Szoboszlai Patrik. 2.
- 2012. Európa-bajnokság Orleans utánpótlás Deli Gábor 2., Buday Zoltán 5. hely,
- 2012. világbajnokság Birmingham utánpótlás Deli Gábor 3. hely
- 2014. Európa-bajnokság Roskilde utánpótlás Borbély Ferenc Benedek középdöntő 11. hely
- 2014. Ifjúsági Olimpia Tolnai Zsanett 10. hely
- 2015. UCI pontszerző verseny Rivignano Szoboszlai Patrik 4. hely, Borbély Ferenc Benedek 3. hely
- 2015. UCI pontszerző verseny Prága Szoboszlai Patrik 2., Borbély Ferenc Benedek 4. hely
- 2015. világ bajnokság Zolder utánpótlás kategória Buday Zoltán 6., Buday Ádám cruiser 8. hely